# 卡尔·比约克曼
卡尔·比约克曼（瑞典語：Carl Björkman，1869年12月31日—1960年2月4日），瑞典男子射击运动员。他曾代表瑞典参加1912年夏季奥林匹克运动会射击比赛，获得一枚金牌和一枚铜牌。